# Nagaland-Konflikt
Der ethnische Konflikt in Nagaland, einem Bundesstaat in Nordost-Indien, ist ein seit 1993 laufender Konflikt zwischen den Volksgruppen der Naga und der Kuki.

## Geschichte
Die im Nordosten Indiens beheimateten Nagaland-Bergvölker forderten sofort nach Abzug der britischen Kolonialtruppen 1947 einen eigenen Bundesstaat. Als Folge eines ersten Guerillakrieges, der im Jahre 1954 begann und bis 1963 andauerte, wurde diese Forderung erfüllt.
Die ersten Aufstände traten in den frühen 1950er Jahren auf: Der Konflikt begann zunächst in Manipur zwischen den Thankhuls, welche die Kukis, die im Ukhrul-Bezirk von Manipur leben, stürzen und vertreiben wollten, und den Kukis. Die verschiedenen Gruppen, die in diesem Konflikt verwickelt waren, gehören unter anderem mehreren Rebellengruppen an, darunter der Nationale Sozialistische Rat von Nagaland (Isak-Muivah) mit dem Ziel zur Schaffung eines religiösen Staates auf der Grundlage des Maoismus, der Nationale Sozialistische Rat von Nagaland (Khaplang) mit dem Ziel der Einrichtung eines unabhängigen Groß-Nagaland und der Naga-Nationalrat (Adino).
Nach einem kurzen Waffenstillstand brach 1969 erneut der Krieg aus und der Naga-Nationalrat (NNC) erklärte die völlige Loslösung von Indien zum Ziel. 1975 wurde der Krieg zwar beendet, doch die Splittergruppen des Nationalen Sozialistischen Rates von Nagaland (NSCN) führt seitdem den bewaffneten Konflikt fort.
Der Aufstand ließ in den frühen 1980er Jahren nach. Im Jahr 1993 brach die Gewalt zwischen den Nagas und den Kukis wieder aus.

## Organisationen
1. Naga Nationalrat (Naga National Council, NNC): Eine politische Organisation, die in späten 1940er und frühen 1950er Jahren aktiv war. Unter der Führung von Angami Zaapu Phizo wurde sie separatistisch und verlor, nachdem Phizo ins Londoner Exil ging, wesentlich an Bedeutung
2. Nationaler Sozialistischer Rat von Nagaland (Isak-Muivah): Gebildet am 31. Januar 1980 von Isak Chishi Swu, Thuingaleng Muivah und S. S. Khaplang. Sie zielen auf die Schaffung eines „Groß-Nagaland“ („Nagalim“ oder die „Volksrepublik Nagaland“) ab, basierend Mao Tse Tungs Ansatz.[3]
3. Nationaler Sozialistischer Rat von Nagaland (Khaplang): Gebildet am 30. April 1988 aufgrund der Unterschiede bei den Naga-Völkern. Sein Ziel ist es, ein „größeres Nagaland“ bestehend aus den von Naga dominierten Gebieten in Indien und angrenzenden Gebieten in Myanmar zu etablieren.
4. Naga Nationalrat (Adinno) – NNC-Adino: Nachfolgeorganisation des NNCs, jetzt geführt von Phizos Tochter Adinno
5. Naga-Bundesregierung: Separatistische Bewegung aktiv in Nagaland während der 1970er. Nachdem ihrer Führer gefangen genommen und ihr Hauptquartier zerstört wurde, sanken ihre Aktivitäten stark.[4]
6. Naga-Bundesarmee: Separatistische Guerilla-Organisation, aktiv in den 1970ern. Mehrere hundert Mitglieder der Gruppe, wie offiziell verlautet, haben eine Ausbildung in der Volksrepublik China.[5]